# Baszłyk

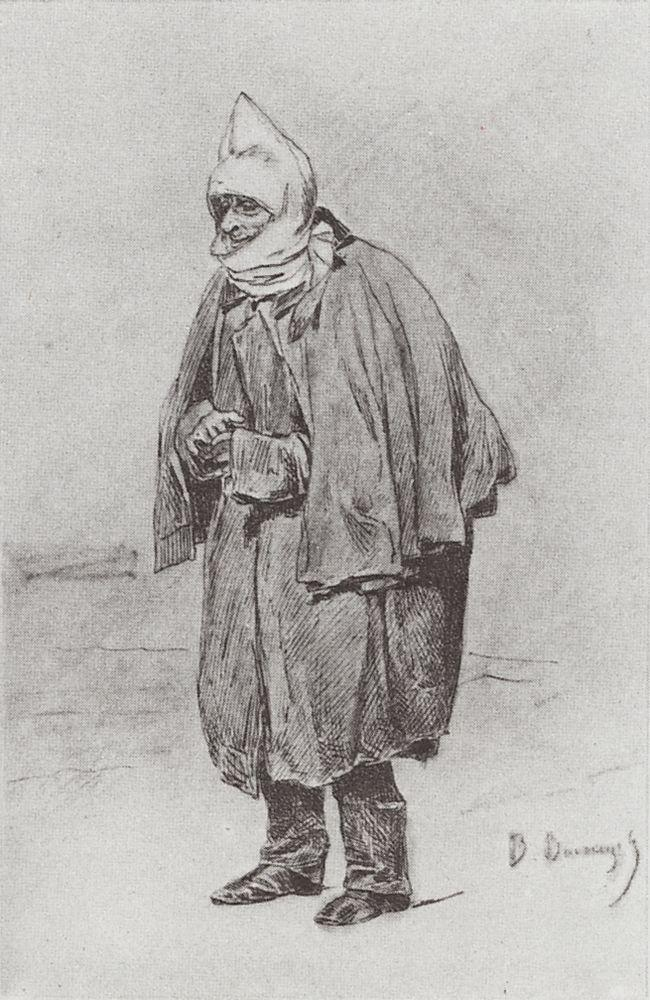
Postać w baszłyku

Baszłyk (tat. başlıq, tur. başlık, od baş – głowa) – rodzaj nakrycia głowy, kaptur z długimi końcami do zawiązywania pod brodą lub owijania wokół szyi albo pasa, szyty z grubego sukna lub filcu.
W połowie XVIII wieku wprowadzono go w armii rosyjskiej. Na krótko przyjął się również we Francji w połowie XIX wieku jako element stroju kobiecego. Było to połączenie szala z kapturem zwieńczonym ozdobnym chwostem (rodzaj pompona). W Polsce i Rosji baszłyk nosili głównie wojskowi i dzieci, które widywano w baszłykach jeszcze w międzywojennym dwudziestoleciu. Długie końce kapturów skrzyżowane z przodu jak szalik, wiązano z tyłu w pasie. W czasie srogich zim dobrze chronił przed mroźnym wiatrem.